# Palazzo Tortoli
Palazzo Tortoli-Treccani è un antico palazzo di San Gimignano situato in piazza della Cisterna.
Il palazzo è trecentesco ed è caratterizzato dalla doppia fila di eleganti bifore a sesto acuto con esili colonnine in marmo, in stile gotico senese. Il piano terreno è rivestito dalla pietra mentre i piani superiori, a laterizio, sono stati costruiti creando una raffinata bicromia a fasce alternate, con alcune buche pontaie.
Il palazzo è attiguo ai resti di una torre mozza più antica, resto del palazzo duecentesco che fu del capitano del popolo. La torre è in pietra, con bozze regolari a vista, e vi si aprono alcune monofore di forma diversa. Singolare è la sporgenza delle bozze sugli spigoli.